# Provinz Cabinda
Cabinda oder Kabinda, ehemals Portugiesisch-Kongo, ist eine Provinz und Exklave des afrikanischen Staates Angola. Hauptstadt ist die gleichnamige Stadt.

## Bevölkerung
Die Bevölkerung gehört zu den Bakongo, einem Bantuvolk, und zwar zu den Untergruppen der Kakongo, Vili, Oyo und Yombe. 2007 lebten in Cabinda ca. 300.000 Menschen. Das Bevölkerungswachstum ist sehr hoch. Der Zensus 2014 ergab 716.000 Einwohner, die Schätzung für 2019 beträgt 824.000 Einwohner.

## Geographie
Cabinda liegt westlich der Niederguineaschwelle im Naturraum des Zaire-Tieflands und umfasst 7270 Quadratkilometer. Hauptort und -hafen neben Malembo ist die gleichnamige Stadt Cabinda.
Die Provinz wird vom Hauptstaatsgebiet Angolas durch einen schmalen Streifen der Demokratischen Republik Kongo (Kongo-Kinshasa) getrennt, die dadurch einen Zugang zum Atlantik hat. Hier gibt es die Grenzübergänge Yema, Beira Nova, Chimbuandi und Chiobo. Die Grenzziehung geht auf die drei historischen Königreiche Loango, Ngoyo und Kakongo zurück und wurde 1885 auf der Kongokonferenz in Berlin festgelegt. Im Norden grenzt Cabinda an die Republik Kongo (Französisch-Kongo), mit den Grenzübergängen Massabi und Miconje.
Cabinda liegt Luftlinie zwar nur ca. 40 km vom Kernland Angola entfernt, jedoch liegt der Unterlauf des Flusses Kongo dazwischen. Mangels entsprechender Straßen und Brücken ist der Weg von Grenze zu Grenze, durch Kongo-Gebiet hindurch, ca. 250 km lang (Iema/Cabinda bis Noqui/Angola nahe Matadi/Kongo). 

## Wirtschaft
Wichtigster Wirtschaftszweig ist die Erdölindustrie. Mit der Förderung wurde 1968 begonnen. Cabinda hat den größten Anteil an der angolanischen Erdölproduktion. Der Erlös der cabindischen Mineralölproduktion macht 80 % des angolanischen Finanzhaushaltes aus.
Die Landwirtschaft Cabindas produziert für den Export vor allem Kaffee, Kakao und Palmöl. Außerdem werden Edelhölzer ausgeführt.
Seit 2017 wird auch die Förderung von Gold in Cabinda vorbereitet, im Rahmen von insgesamt 32 Goldschürf-Projekten, die Angola zu einem weiteren bedeutenden Goldproduzenten im südlichen Afrika machen sollen. Anfang Januar 2022 begann die Produktion an den ersten bereits errichteten Minen in Cabinda, weitere sind genehmigt und in Vorbereitung.

## Bildung
Das Bildungsniveau in der Provinz ist relativ hoch. Die Alphabetisierungsrate liegt bei 79,8 %, von den Einwohnern über 24 Jahre haben 3,8 % einen Hochschulabschluss. Damit liegt Cabinda landesweit an zweiter Stelle, nur übertroffen von der Provinz Luanda mit 5,4 %. In Cabinda-Stadt befindet sich die Universidade 11 de Novembro sowie die Universidade Católica de Angola. Die Arbeitslosigkeit beträgt dennoch 32 %, der dritthöchste Wert in Angola.

## Geschichte

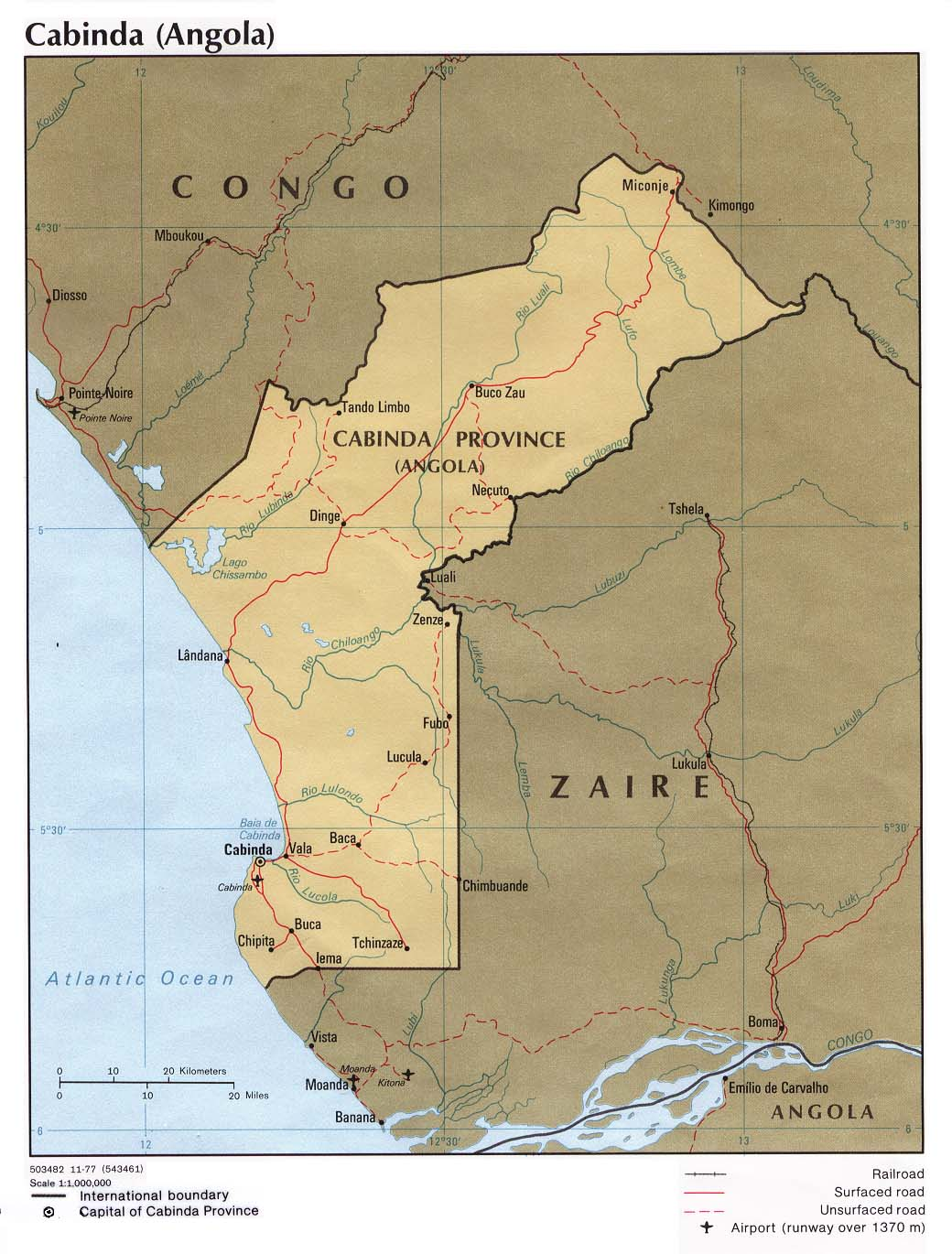
Karte der Provinz Cabinda, auf der die Demokratische Republik Kongo noch als „Zaire“ bezeichnet wird

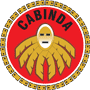
Logo Cabindas

Inoffizielle Flagge Cabindas, die von Separatisten verwendet wird

### Portugiesisch-Kongo
In den Jahren 1853 und 1854 empfingen portugiesische Emissäre bei drei Gelegenheiten cabindische Prinzen und Notabeln. Beim dritten Male wurden sie als Botschafter ihres Landes mit 21 Salutschüssen begrüßt. Die luso-cabindischen Verträge wurden 1883 bis 1885 abgeschlossen: die beiden ersten zwischen den Portugiesen und Cabinda am 29. September 1883 in Chinfuma und am 26. November 1884 in Chicamba. Mit dem Vertrag von Simulambuco vom 1. Februar 1885 wurde das Gebiet das portugiesische Protektorat von Kakongo, Luango und Ngoio bzw. die Territorien nördlich des Kongo. Gemäß diesem Vertrag baten damals die einheimischen Herrscher Portugal um seinen Schutz. So wurde mit dem luso-cabindischen Vertrag und bei der Kongokonferenz 1885 in Berlin die Dreiteilung des Kongos von den anderen Kolonialmächten bestätigt. Auf diese Weise kam die portugiesische Handelsstation zu ihrem Hinterland und wurde zu einem staatlichen Gebiet. Die beiden Kolonialmächte Frankreich und Portugal legten den genauen Grenzverlauf zwischen ihrem Besitz in einem Vertrag vom 15. Mai 1886 fest.

### Eingliederung in Angola
Nachdem Portugal Mitte der 1920er Jahre die Grenzen Angolas endgültig ausgehandelt und das Territorium effektiv besetzt hatte, begann es, Cabinda als einen Teil dieser Kolonie zu behandeln. Nachdem im Grundgesetz von 1933 noch klar zwischen der Kolonie Angola und dem Protektorat Cabinda unterschieden wurde, übertrug es 1956 die Verwaltung des Protektorats dem Generalgouverneur Angolas. Die Unterscheidung der beiden unterschiedlichen Status blieb de jure bestehen und kam in der portugiesischen Verfassung von 1971 noch einmal zum Ausdruck. Als Angola 1951 der Status einer „Überseeprovinz“ (Província Ultramarina) Portugals und 1972 der des „Estado de Angola“ („Staat Angola“) innerhalb des portugiesischen Imperiums zugesprochen wurde, wurde jedoch Cabinda als normaler Distrikt Angolas behandelt.

### Verbleib im unabhängigen Angola
Als sich in den 1950er Jahren in Angola der Widerstand gegen die Kolonialmacht Portugal zu formieren begann, bildeten sich auch in Cabinda antikoloniale Gruppen, die allerdings ganz überwiegend eine von Angola getrennte Unabhängigkeit anstrebten. Die meisten dieser Gruppen schlossen sich 1962 zur „Frente de Libertação do Enclave de Cabinda (FLEC)“ (Befreiungsfront für die Enklave Cabinda) zusammen. Diese war jedoch nicht zu einer Teilnahme am bewaffneten Kampf in der Lage und beschränkte sich auf ein gewisses Maß politischer Mobilisierung im Untergrund und im Exil. Von Mitte der 1960er Jahre an führte jedoch das Movimento Popular de Libertação de Angola (MPLA) von der Republik Kongo aus in Cabinda einen (wenn auch wenig intensiven) Guerillakrieg. Es gab auch Versuche der konkurrierenden Frente Nacional de Libertação de Angola (FNLA), von Zaire aus sporadisch ebenfalls in Cabinda Präsenz zu zeigen. Der geringe Erfolg der antikolonialen Bemühungen in Cabinda war nicht zuletzt darauf zurückzuführen, dass 1963 vor der Küste Cabindas bedeutende Erdölvorkommen entdeckt und daraufhin die dort stationierten Kolonialtruppen erheblich verstärkt wurden.
Als Portugal 1974 nach der Nelkenrevolution die Entkolonisierung Angolas einleitete, ergab sich daraus 1974/75 ein bewaffneter Konflikt zwischen den nationalistischen Befreiungsbewegungen FNLA, MPLA und UNITA (União Nacional para a Libertação Total de Angola). Die FLEC spielte in diesem Zusammenhang nur eine sehr geringe Rolle. Im Verlaufe des Konflikts besetzte die MPLA Cabinda, um sich den Zugang zu den Erdölvorkommen zu sichern. Als im November 1975, während der bewaffnete Konflikt noch andauerte, von der MPLA (in Luanda) und von FNLA und UNITA (in Huambo) die Unabhängigkeit Angolas ausgerufen wurde, stellte keine der verfeindeten Bewegungen infrage, dass Cabinda Teil Angolas war und bleiben sollte.
Inzwischen war die FLEC allerdings politisch nicht untätig geblieben. 1974 wurde Cabinda von der Organisation für Afrikanische Einheit (OAU) als 39. Staat Afrikas und als zu dekolonialisieren bezeichnet. Dies hatte allerdings keine praktischen Folgen, ebenso wenig wie der Umstand, dass die von der FLEC ausgerufene „Republik Cabinda“ Mitglied der Unrepresented Nations and Peoples Organization (UNPO) wurde.
Während des Bürgerkriegs in Angola 1975 bis 2002 formierte sich die FLEC neu, allerdings mit verschiedenen konkurrierenden Flügeln. Zu diesen gehörte auch ein militärischer Arm, die „Forças Armadas de Cabinda“ (FAC, Streitkräfte Cabindas), die eine Zeitlang gelegentliche Guerillaoperationen gegen den – nun von der MPLA beherrschten – angolanischen Staat durchführten. Daneben gab es vor allem seit den 1990er Jahren eine gewisse politische Mobilisierung, die auch zivilgesellschaftliche und kirchliche Unterstützung fand, auf die die MPLA jedoch mit konsequenter Repression reagierte.
Insgesamt gingen die Aktivitäten der FLEC in den 2000er Jahren stark zurück. Am 8. Januar 2010 verübte sie jedoch einen blutigen Überfall auf die togoische Fußballnationalmannschaft, als diese auf dem Weg zur Fußball-Afrikameisterschaft 2010 in Angola war. Dabei tötete sie drei Delegierte und verletzte weitere Spieler und Betreuer. Die togoische Fußballnationalmannschaft nahm daraufhin nicht an der Afrikameisterschaft teil.
Im Verlaufe der sofort eingeleiteten Verfolgung gelang es dem angolanischen Militär, den Stabschef der FLEC/FAC im Februar 2011 festzunehmen. Dies dürfte das Ende des bewaffneten Widerstands seitens der FLEC bedeuten. Ende März 2011 wurde hingegen aus Kreisen der katholischen Kirche in Cabinda die Forderung wiederholt, in Cabinda eine Volksbefragung darüber abzuhalten, ob man Teil Angolas bleiben oder getrennt unabhängig werden wolle. Kurz danach ernannte jedoch der Vatikan für Cabinda einen Bischof, der nicht von dort stammt, und enthob drei cabindische Geistliche ihres Priesteramts, die sich für die Unabhängigkeit der Exklave eingesetzt hatten. Damit ist es fraglich, inwieweit es in Zukunft noch zu einem zivilgesellschaftlichen Widerstand kommen wird.
Inzwischen hat das angolanische Regime gewisse „Beruhigungsmaßnahmen“ ergriffen. So erhält die Provinz Cabinda nunmehr einen etwas erhöhten Anteil aus den Erdöleinkünften und in der Stadt Cabinda wurde eine autonome staatliche Universität („Universidade 11 de Novembro“) errichtet.

## Verwaltung
In der Provinz Cabinda leben 450.460 Einwohner auf einer Fläche von 7270 km². Hauptstadt der Provinz ist Cabinda.
Folgende Landkreise (Municípios) liegen in der Provinz Cabinda:
- Belize
- Buco-Zau
- Cabinda
- Cacongo

## Persönlichkeiten
- Waldemar Bastos (1954–2020), angolanischer Sänger
- Damião António Franklin (1950–2014), katholischer Erzbischof von Luanda